# Особая Краснознамённая Дальневосточная армия
Осо́бая Краснознамённая Дальневосто́чная а́рмия (ОКДВА) — формирование (оперативное объединение, отдельная армия) Красной Армии в 1929—1938 годах.
Являлась объединением уровня военного округа и подчинялась непосредственно центральным органам управления (командования) РККА. В литературе также именовалась Отдельная Краснознамённая Дальневосточная армия.

## История
Сформирована на основании приказа РВС СССР № 227/41 от 6 августа 1929 года, в августе 1929 года как Особая Дальневосточная армия (ОДВА).
В состав ОДВА были переданы все войска Сибирского военного округа, расположенные на территории Дальневосточного края, Бурят-Монгольской АССР, а также Иркутского округа Сибирского края: 18-й стрелковый корпус, переброшенный в район Даурии и 19-й стрелковый корпус, переброшенный в Приморье. В их составе находились:
- 1-я Тихоокеанская стрелковая дивизия;
- 2-я Приморская стрелковая дивизия;
- 26-я Златоустовская стрелковая дивизия;
- 35-я Сибирская стрелковая дивизия;
- 36-я Забайкальская стрелковая дивизия;
- 5-я отдельная Кубанская кавалерийская бригада;
- 9-я отдельная Дальневосточная кавалерийская бригада;
- отдельный Бурят-Монгольский национальный кавалерийский дивизион.[3]

Позднее в состав армии вошли 21-я Пермская территориальная стрелковая дивизия, 12-я стрелковая дивизия имени Сибревкома и рота танков МС-1.
Управление ОДВА было сформировано на базе управлений 18-го и 19-го стрелковых корпусов Сибирского военного округа. Штаб армии дислоцировался в городе Хабаровск. Начальником штаба стал Я. А. Лапин, членом Реввоенсовета армии — А. И. Мезис. Войска армии (около 19 000 человек) размещались в трёх группировках: в Приморье, Забайкалье и на сунгарийском направлении.
В оперативном подчинении ОДВА находились:
- Дальневосточная (с июня 1931 года — Амурская) военная флотилия[2];
- пограничные войска на Дальнем Востоке (3 пограничных отряда);
- Забайкальская и Уссурийская железные дороги.[3]

18 августа 1929 года китайские власти захватили все советские учреждения на КВЖД и арестовали свыше 2 000 советских служащих и рабочих этой железной дороги. 20 августа были разорваны дипломатические отношения между СССР и Китаем. В Маньчжурии и вдоль советских границ была сосредоточена Мукденская армия (свыше 160 т.ч.). 
В октябре — ноябре 1929 года войска ОДВА во взаимодействии с Дальневосточной военной флотилией нанесли ряд упреждающих ударов по частям Мукденской армии (подробнее см. Конфликт на КВЖД). За успешное выполнение боевых заданий, доблесть и мужество, проявленные личным составом ОДВА была 1 января 1930 года награждена Орденом Красного Знамени и стала именоваться Особой Краснознамённой Дальневосточной армией.
В 1930-х годах в связи с дальнейшем обострением военно-политической обстановки на Дальнем Востоке в состав ОКДВА были дополнительно переброшены соединения и части из других военных округов.
В феврале 1932 года для лучшей организации управления войсками в составе ОКДВА были сформированы две группы войск: Забайкальская (штаб — г. Чита) и Приморская (штаб — город Никольск-Уссурийский).
В марте 1932 года в целях обеспечения продовольствием войск армии и населения Дальнего Востока, а также для пропаганды колхозного строительства в составе армии создан Особый колхозный корпус со штабом в городе Хабаровск (командир корпуса М. В. Калмыков), который в апреле 1936 года переформирован в 20-й стрелковый корпус.
В соответствии с приказом РВС СССР № 007, от 7 марта 1933 года, в состав отдельной армии вошли укрепленные районы Владивостока, Де-Кастри, Николаевска-на-Амуре.
17 мая 1935 года на основе Забайкальской группы войск ОКДВА образован Забайкальский военный округ, а из остальных частей ОКДВА — Дальневосточный военный округ, однако 2 июня 1935 года новообразованный Дальневосточный военный округ получил прежнее название — Особая Краснознамённая Дальневосточная армия.
В 1937 году был образован Военный совет армии.
В связи с возросшей военной угрозой на Дальнем Востоке приказом наркома обороны СССР от 28 июня 1938 года ОКДВА с 1 июля 1938 года была развернута в Краснознаменный Дальневосточный фронт (с 23 июля 1938 года — Дальневосточный Краснознаменный фронт).

## Командование армии
Командующий
- Командующим ОКДВА весь период существования армии был В. К. Блюхер (с ноября 1935 года Маршал Советского Союза).

Члены военного совета армии
Начальники штаба армии
Заместители командующего
Председатели военного трибунала армии
- Садовников, Иван Иванович с августа 1930 г. — март 1933

## Награды
- Орден Красного Знамени — награждена постановлением ЦИК СССР за беззаветную преданность пролетарской революции, проявленную её войсками при защите советских дальневосточных границ за время конфликта на КВЖД[6].

## Печатный орган
Газета «Тревога» — ежедневная красноармейская газета ОКДВА, выходила с 10 ноября 1929 года. Печатный орган Реввоенсовета ОКДВА/политического управления ОКДВА. Адрес: Хабаровск, ул. Серышева, штаб ОКДВА, Политуправление. Формат А3, 4 стр., с 1934 года — формат А2, 4 стр. В 1938—1939 гг. не выходила. Реорганизована в 1941 году.
В 1932 году выходил Литературный сборник Литературного объединения Красной Армии и Флота (ЛОКАФ) ОКДВА и пограничных войск ДВК. Отв. ред. А. Соковиков, 80 стр., формат В4.
Известный журналист «Тревоги» — Николай Васильевич Лихачев (1905—1965), эмигрант после Второй мировой войны, ответ. секретарь русского эмигрантского журнала «Посев» (1955 г.); с мая 1958 г. и до смерти — его главный редактор. Написал книгу под псевдонимом Андрей Светланин «Дальневосточный заговор» — об ОКДВА и маршале Блюхере. 15 сентября 1929 года напечатала перевод статьи «Галин возвращается на Дальний Восток» с английского журнала «Китайское обозрение».

## Интересный факт
- В 1934—1935 годах пятеро военнослужащих этой армии совершили лыжный переход Нерчинск — Москва.

## Память
В 1929 году на площади им. Ленина в Хабаровске произведено захоронение бойцов Особой Дальневосточной армии (ОДВА).